# Puiselet-le-Marais
Puiselet-le-Marais település Franciaországban, Essonne megyében. Lakosainak száma 261 fő (2022. január 1.). Puiselet-le-Marais Bouville, Bois-Herpin, La Forêt-Sainte-Croix, Mespuits, Morigny-Champigny és Valpuiseaux községekkel határos.

## Népesség
A település népességének változása:
| Lakosok száma | 287  | 283  | 279  | 266  | 258  | 258  | 259  | 261  | 261  |
|               | 2013 | 2015 | 2016 | 2017 | 2018 | 2019 | 2020 | 2021 | 2022 |